# Ramiz Alia
Ramiz Alia, född 18 oktober 1925 i Shkodra, död 7 oktober 2011 i Tirana, var en albansk politiker. Han var generalsekreterare för Albaniens arbetarparti 1985–1991 och därefter Albaniens president 1991–1992. Hans föräldrar var muslimska albaner från Kosovo.
Under andra världskriget gick Alia med i den kommunistledda motståndsrörelsen och blev medlem i kommunistpartiet 1943. Innan han gick med på kommunisternas sida var han dock medlem av en fascistisk organisation mellan åren 1939 och 1940. Han var 1944 politisk kommissarie för albanska trupper i Jugoslavien.
Alia var medlem i Albanska arbetarpartiets centralkommitté från 1948 samt i politbyrån från 1961. År 1982 blev han ordförande i nationalförsamlingens presidium (statsöverhuvud) och 1985 blev han generalsekreterare i Albaniens arbetarparti efter Enver Hoxhas död. Han påbörjade en försiktig uppmjukning av den extrema isolering som hade präglat Albanien, men tog så sent som vintern 1990 avstånd från kommunistsystemets sammanbrott i Östeuropa 1989. Efter stora demonstrationer gick Alia i december 1990 med på att införa flerpartisystem.
Kommunistpartiet vann valet 1991, men förlorade 1992. Då partiet (som 1991 ombildats till Albaniens socialistparti) påbörjade uppgörelsen med sin stalinistiska historia, blev också Alia kritiserad. Han förlorade presidentposten efter valet våren 1992. På hösten ställdes han inför rätta anklagad for korruption, och 1994 blev han dömd till nio års fängelse för maktmissbruk men frigavs redan året därpå. 1996 anklagades Alia för människorättsbrott och dömdes återigen till tre års fängelse. Under pyramidspelet i Albanien 1997 lyckades han fly landet och befann sig en tid i exil i Sverige. Han återvände senare till Albanien, där han levde som pensionär i Tirana till sin död.
Unë, Ramiz Alia : dëshmoj për historinë (Jag, Ramiz Alia, vittnar inför historien), byggd på intervjuer med kosovojournalisten Blerim Shala i juli 1992, utgavs i bokform (1992 i Pristina). Ramiz Alia har också utgivit memoarerna Shpresa dhe zhgënjime (Tirana, 1993); Ditari i burgut (Aten, 1998) och Duke biseduar për Shqipërinë (Aten, 2000).